# Фонтје Кабарде
Фонтје Кабарде (фр. Fontiers-Cabardès) насеље је и општина у јужној Француској у региону Лангдок-Русијон, у департману Од која припада префектури Каркасон.
По подацима из 2011. године у општини је живело 437 становника, а густина насељености је износила 51,65 становника/km². Општина се простире на површини од 8,46 km². Налази се на средњој надморској висини од 616 метара (максималној 803 m, а минималној 438 m).

## Демографија
| 1962. | 1968. | 1975. | 1982. | 1990. | 1999. | 2011. |
| ----- | ----- | ----- | ----- | ----- | ----- | ----- |
| 105   | 205   | 245   | 307   | 306   | 324   | 437   |

График промене броја становника у току последњих година